# Schlater (Mississippi)
Schlater est un village américain situé dans le comté de Leflore, dans le Mississippi. Selon le recensement de 2020, sa population est de 236 habitants.